# Liga Europeană EHF Feminin 2020-2021 - fazele eliminatorii
Acest articol descrie fazele eliminatorii ale Ligii Europene EHF Feminin 2020-2021.

## Echipele calificate
În această fază s-au calificat echipele care au terminat pe primele două locuri în fiecare din cele patru grupe preliminare:
| De pe locul 1 din grupă    | De pe locul 2 din grupă |
| -------------------------- | ----------------------- |
| Herning-Ikast Håndbold     | Zvezda Zvenigorod       |
| Nantes Atlantique Handball | GK Lada                 |
| CS Minaur Baia Mare        | GK Astrahanocika        |
| Siófok KC                  | HC Dunărea Brăila       |

## Format
În sferturile de finală fiecare echipă clasată pe primul loc într-una din grupele preliminare a jucat împotriva unei echipe clasate pe locul al doilea în altă grupă preliminară. Partidele s-au desfășurat în sistem tur-retur. Distribuția echipelor în optimile de finală s-a făcut conform regulamentului competiției, echipele din grupa A jucând împotriva celor din grupa B, iar echipele din grupa C împotriva celor din grupa D..
Câștigătoarele sferturilor de finală au avansat în Final4.

## Sferturile de finală
| Echipa 1          | Scor gen. | Echipa 2               | Tur     | Retur   |
| ----------------- | --------- | ---------------------- | ------- | ------- |
| GK Lada           | 54 – 59   | Herning-Ikast Håndbold | 29 – 31 | 25 – 28 |
| Zvezda Zvenigorod | 57 – 63   | Nantes Atlantique HB   | 29 – 33 | 28 – 30 |
| HC Dunărea Brăila | 49 – 58   | CS Minaur Baia Mare    | 24 – 31 | 25 – 27 |
| GK Astrahanocika  | 54 – 61   | Siófok KC              | 26 – 32 | 28 – 29 |

| 27 martie 2021 14:00 | GK Lada       | 29 – 31 | Herning-Ikast Håndbold | Complexul Sportiv „Olimp”, Toliatti Asistență: 480 Arbitri: Hatipoğlu, Şimşek |
| 27 martie 2021 14:00 | Șamanuskaia 7 | (17–17) | Fauske 8               | Complexul Sportiv „Olimp”, Toliatti Asistență: 480 Arbitri: Hatipoğlu, Şimşek |
| 27 martie 2021 14:00 | 3× 1×         | Raport  | 3× 1×                  | Complexul Sportiv „Olimp”, Toliatti Asistență: 480 Arbitri: Hatipoğlu, Şimşek |

| 27 martie 2021 14:00 | HC Dunărea Brăila | 24 – 31 | CS Minaur Baia Mare | Sala Polivalentă „Danubius”, Brăila Asistență: 0 Arbitri: Bytyqi, Kasapi |
| 27 martie 2021 14:00 | Dmitrović 7       | (12–12) | Kovačević 8         | Sala Polivalentă „Danubius”, Brăila Asistență: 0 Arbitri: Bytyqi, Kasapi |
| 27 martie 2021 14:00 | 3× 1×             | Raport  | 4× 1×               | Sala Polivalentă „Danubius”, Brăila Asistență: 0 Arbitri: Bytyqi, Kasapi |

| 27 martie 2021 18:00 | Zvezda Zvenigorod      | 29 – 33 | Nantes Atlantique HB | Palatul Sporturilor „Olimpiski”, Cehov Asistență: 500 Arbitri: Buțkevici, Buțkevici |
| 27 martie 2021 18:00 | Murzalieva, Nikitina 7 | (16–16) | Kpodar 8             | Palatul Sporturilor „Olimpiski”, Cehov Asistență: 500 Arbitri: Buțkevici, Buțkevici |
| 27 martie 2021 18:00 | 2× 1×                  | Raport  | 4× 1×                | Palatul Sporturilor „Olimpiski”, Cehov Asistență: 500 Arbitri: Buțkevici, Buțkevici |

| 2 aprilie 2021 19:00 | GK Astrahanocika | 26 – 32 | Siófok KC | Kiss Szilárd Aréna, Siófok Asistență: 0 Arbitri: Iliescu, Manea |
| 2 aprilie 2021 19:00 | Zelenkova 7      | (14–16) | Tomori 9  | Kiss Szilárd Aréna, Siófok Asistență: 0 Arbitri: Iliescu, Manea |
| 2 aprilie 2021 19:00 | 3×               | Raport  | 1× 3×     | Kiss Szilárd Aréna, Siófok Asistență: 0 Arbitri: Iliescu, Manea |

| 3 aprilie 2021 14:00 | Herning-Ikast Håndbold | 28 – 25 | GK Lada   | IBF Arena, Ikast Asistență: 0 Arbitri: Geraets, Geraets |
| 3 aprilie 2021 14:00 | Fauske 9               | (13–13) | Șcerbak 5 | IBF Arena, Ikast Asistență: 0 Arbitri: Geraets, Geraets |
| 3 aprilie 2021 14:00 | 2× 1×                  | Raport  | 4×        | IBF Arena, Ikast Asistență: 0 Arbitri: Geraets, Geraets |

| 4 aprilie 2021 12:00 | CS Minaur Baia Mare | 27 – 25 | HC Dunărea Brăila | Sala Sporturilor „Lascăr Pană”, Baia Mare Asistență: 0 Arbitri: Sîrbu, Serdiuc |
| 4 aprilie 2021 12:00 | Kovačević 7         | (13–14) | Kanaval 6         | Sala Sporturilor „Lascăr Pană”, Baia Mare Asistență: 0 Arbitri: Sîrbu, Serdiuc |
| 4 aprilie 2021 12:00 | 2×                  | Raport  | 3× 1×             | Sala Sporturilor „Lascăr Pană”, Baia Mare Asistență: 0 Arbitri: Sîrbu, Serdiuc |

| 4 aprilie 2021 14:00 | Nantes Atlantique HB | 30 – 28 | Zvezda Zvenigorod     | Palais des sports de Beaulieu, Nantes Asistență: 0 Arbitri: Lidacka, Lesiak |
| 4 aprilie 2021 14:00 | De Paula 6           | (15–13) | Nikitina, Nikolaeva 6 | Palais des sports de Beaulieu, Nantes Asistență: 0 Arbitri: Lidacka, Lesiak |
| 4 aprilie 2021 14:00 | 5× 2×                | Raport  | 7× 1×                 | Palais des sports de Beaulieu, Nantes Asistență: 0 Arbitri: Lidacka, Lesiak |

| 4 aprilie 2021 16:00 | Siófok KC | 29 – 28 | GK Astrahanocika | Kiss Szilárd Aréna, Siófok Asistență: 0 Arbitri: Iliescu, Manea |
| 4 aprilie 2021 16:00 | Niombla 9 | (15–13) | Zelenkova 8      | Kiss Szilárd Aréna, Siófok Asistență: 0 Arbitri: Iliescu, Manea |
| 4 aprilie 2021 16:00 | 2× 3×     | Raport  | 4× 2×            | Kiss Szilárd Aréna, Siófok Asistență: 0 Arbitri: Iliescu, Manea |

### Final four

#### Echipe calificate
- Herning-Ikast Håndbold
- CS Minaur Baia Mare
- Nantes Atlantique HB
- Siófok KC

#### Tragerea la sorți
Tragerea la sorți pentru distribuția în semifinale a fost efectuată pe 15 aprilie 2021. În aceeași zi a fost confirmată și gazda turneului Final four, orașul Baia Mare din România.
În urma tragerii la sorți au rezultat următoarele partide:
|  | Semifinalele     | Semifinalele |             |    | Finala | Finala |
|  |                  |              |             |    |        |        |
|  | 8 mai 2021       |              |             |    |        |        |
|  |                  |              |             |    |        |        |
|  | Siófok KC        | 36           |             |    |        |        |
|  | Siófok KC        | 36           | 9 mai 2021  |    |        |        |
|  | Herning-Ikast HB | 34           |             |    |        |        |
|  | Herning-Ikast HB | 34           | Siófok KC   | 31 |        |        |
|  | 8 mai 2021       |              | Siófok KC   | 31 |        |        |
|  |                  | Nantes HB    | 36          |    |        |        |
|  | Nantes HB        | Nantes HB    | 36          | 36 |        |        |
|  | Nantes HB        |              |             | 36 |        |        |
|  | CS Minaur        | 34           |             |    |        |        |
|  | CS Minaur        | 34           | Finala mică |    |        |        |
|  |                  |              |             |    |        |        |
|  | 9 mai 2021       |              |             |    |        |        |
|  |                  |              |             |    |        |        |
|  | Herning-Ikast HB | 31           |             |    |        |        |
|  | Herning-Ikast HB | 31           |             |    |        |        |
|  | CS Minaur        | 33           |             |    |        |        |

#### Semifinalele
| 8 mai 2021 15:45 | Nantes Atlantique HB | 36 – 34 | CS Minaur Baia Mare | Sala Sporturilor „Lascăr Pană”, Baia Mare Asistență: 0 Arbitri: Praštalo, Balvan |
| 8 mai 2021 15:45 | Hagman 11            | (21–15) | Araújo 7            | Sala Sporturilor „Lascăr Pană”, Baia Mare Asistență: 0 Arbitri: Praštalo, Balvan |
| 8 mai 2021 15:45 | 3× 2×                | Raport  | 5× 1×               | Sala Sporturilor „Lascăr Pană”, Baia Mare Asistență: 0 Arbitri: Praštalo, Balvan |

| 8 mai 2021 19:00 | Siófok KC              | 36 – 34 (Prel.) | Herning-Ikast Håndbold | Sala Sporturilor „Lascăr Pană”, Baia Mare Asistență: 0 Arbitri: Ilieva, Karbeska |
| 8 mai 2021 19:00 | Horacek 7              | (19–18)         | Nissen Kristensen 8    | Sala Sporturilor „Lascăr Pană”, Baia Mare Asistență: 0 Arbitri: Ilieva, Karbeska |
| 8 mai 2021 19:00 | 2×                     | Raport          | 1× 4×                  | Sala Sporturilor „Lascăr Pană”, Baia Mare Asistență: 0 Arbitri: Ilieva, Karbeska |
| 8 mai 2021 19:00 | FT: 31 – 31 Prel.: 5–3 |                 |                        | Sala Sporturilor „Lascăr Pană”, Baia Mare Asistență: 0 Arbitri: Ilieva, Karbeska |

#### Finala mică
| 9 mai 2021 15:45 | Herning-Ikast Håndbold | 31 – 33 | CS Minaur Baia Mare | Sala Sporturilor „Lascăr Pană”, Baia Mare Asistență: 0 Arbitri: Lidacka, Lesiak |
| 9 mai 2021 15:45 | Johansen 6             | (19–16) | Kovačević 11        | Sala Sporturilor „Lascăr Pană”, Baia Mare Asistență: 0 Arbitri: Lidacka, Lesiak |
| 9 mai 2021 15:45 | 2×                     | Raport  | 3×                  | Sala Sporturilor „Lascăr Pană”, Baia Mare Asistență: 0 Arbitri: Lidacka, Lesiak |

#### Finala
| 9 mai 2021 19:00 | Siófok KC | 31 – 36 | Nantes Atlantique HB | Sala Sporturilor „Lascăr Pană”, Baia Mare Asistență: 0 Arbitri: Vranes, Wenninger |
| 9 mai 2021 19:00 | Tóth 7    | (13–17) | Hagman 7             | Sala Sporturilor „Lascăr Pană”, Baia Mare Asistență: 0 Arbitri: Vranes, Wenninger |
| 9 mai 2021 19:00 | 6× 1×     | Raport  | 3× 1×                | Sala Sporturilor „Lascăr Pană”, Baia Mare Asistență: 0 Arbitri: Vranes, Wenninger |